# 橫崗島
横岗岛 (Henggang Dao) 是位於珠江口之外，處於香港之東南的一組島嶼，位於竹湾头岛和三门岛中间，距三门岛1.5公里、距竹湾头岛0.12公里，全島面積0.74平方公里。
島嶼由花岗岩构成，南面地勢較高北面地勢較低，四周高峻，中央成低洼。南部土質比較薄，岩石外露，北部土質比較厚，雜草茂密。島上有码头、公路、及有一处泉水。